# Regine Stokke
Regine Hansen Stokke, född 6 juni 1991 i Kristiansund kommun, Norge, död 3 december 2009, var en norsk bloggare och författare.

## Biografi
Vid 17 års ålder fick Stokke veta att hon led av leukemi, en sjukdom som orsakade hennes död ett år senare. Strax efter beskedet om sjukdomen startade hon sin egen blogg som hon kallade "Face your fear", vilket snabbt blev Norges mest besökta blogg. I bloggen delade hon med sig av sina tankar om livet och döden, men berättar också om sin sjukdom och cellgiftsbehandlingarna hon fick genomgå och sina möten med andra dödssjuka barn. Tack vare bloggen började människor lämna blod och anmäla sig som benmärgsdonatorer. 
Stokke drömde om att få se sin blogg utgiven i bokform, en dröm som gick i uppfyllelse först efter hennes död. Hennes blogg, läsarkommentarer i urval och utdrag ur hennes vänners och familjemedlemmars dagböcker har publicerats som bok med titeln En ung kvinnas sista ord.

### Fotnoter
1. ↑  Hanson, Kerstin. ”En ung kvinnas sista ord”. En ung kvinnas sista ord. Sverige: http://www.bokus.com. http://www.bokus.com/bok/9789175032115/en-ung-kvinnas-sista-ord/. Läst 7 oktober 2013.  ”En dag i slutet av augusti får sjuttonåriga Regine Stokke veta att hon lider av akut leukemi.”
2. ↑  Hanson, Kerstin. ”En ung kvinnas sista ord”. En ung kvinnas sista ord. Sverige: http://www.bokus.com. http://www.bokus.com/bok/9789175032115/en-ung-kvinnas-sista-ord/. Läst 7 oktober 2013.  ”Ett år senare är hon död.”
3. ↑  Hanson, Kerstin. ”En ung kvinnas sista ord”. En ung kvinnas sista ord. Sverige: http://www.bokus.com. http://www.bokus.com/bok/9789175032115/en-ung-kvinnas-sista-ord/. Läst 7 oktober 2013.  ”Två månader efter beskedet bestämmer sig Regine för att starta bloggen "Face your fear", som snabbt blir Norges mest lästa blogg.”
4. ↑  Hanson, Kerstin. ”En ung kvinnas sista ord”. En ung kvinnas sista ord. Sverige: http://www.bokus.com. http://www.bokus.com/bok/9789175032115/en-ung-kvinnas-sista-ord/. Läst 7 oktober 2013.  ”Hon skriver ärligt om sjukdom och död, men också om livet. Hon låter oss följa med på aggressiva cellgiftsbehandlingar, starka möten med andra dödssjuka barn, djupa samtal om döden och svåra stunder efter allvarliga besked.”
5. ↑  Ragnarsson, Maria. ”“En ung kvinnas sista ord” av Regine Stokke”. “En ung kvinnas sista ord” av Regine Stokke. Sverige: http://blogg.minaboktips.se. Arkiverad från originalet den 28 oktober 2013. https://web.archive.org/web/20131028182209/http://blogg.minaboktips.se/wordpress/?p=1978. Läst 7 oktober 2013.  ”En del människor inspirerades att börja lämna blod eller anmälde sig som benmärgsdonatorer.”
6. ↑  Ragnarsson, Maria. ”“En ung kvinnas sista ord” av Regine Stokke”. “En ung kvinnas sista ord” av Regine Stokke. Sverige: http://blogg.minaboktips.se. Arkiverad från originalet den 28 oktober 2013. https://web.archive.org/web/20131028182209/http://blogg.minaboktips.se/wordpress/?p=1978. Läst 8 oktober 2013.  ”Det var Regines dröm att få ge ut bloggen i bokform, en dröm som nu har besannats postumt.”
7. ↑  Hanson, Kerstin. ”En ung kvinnas sista ord”. En ung kvinnas sista ord. Sverige: http://www.bokus.com. http://www.bokus.com/bok/9789175032115/en-ung-kvinnas-sista-ord/. Läst 7 oktober 2013.  ”Regines blogg, utvalda läsarkommentarer och några utdrag ur hennes familjs och vänners dagböcker har blivit till En ung flickas sista ord.”